# Avinguda de la República Argentina
L'avinguda de la República Argentina és un vial de Barcelona que separa els barris de Vallcarca i els Penitents (districte de Gràcia) i el Putxet (districte de Sarrià-Sant Gervasi). Discorre des de la plaça de Lesseps fins a la plaça d'Alfonso Comín. Té una longitud total d'1,38 quilòmetres i un desnivell de 64,8 metres. El nom està dedicat a l'estat d'Amèrica del Sud.

## Història
És un vial molt antic, ja que va ser construït pels romans com a eix de comunicació entre Bàrcino (Barcelona) i Arragone (vil·la romana entre l'actual Sant Cugat i Sabadell). Van construir la via uns metres per sobre de la riera de Vallcarca per evitar possibles desperfectes davant les habituals crescudes de la riera. El camí es va mantenir al llarg dels segles, i se'l coneixia com el de Sant Cugat, fins que el 1868 la Diputació de Barcelona el va transformar en carretera, amb el nom de carretera de Gràcia a Manresa, ja que Gràcia encara era un municipi independent. El 1880 es va canviar el nom a passeig de la Diputació i el 1917 se li va posar el nom actual, de República Argentina.
La urbanització del carrer s'inicià el 1860, quan la família Craywinckel va començar a parcel·lar terrenys a la part nord del vial, on s'hi van construir grans torres. A la part sud, per sobre de l'església dels Josepets també es va començar a edificar a partir de 1880, però amb un tipus d'edifici més popular i de caràcter més urbà. El 1923 es va inaugurar el pont de Vallcarca, que unia l'Avinguda de la República Argentina, al barri del Putxet, amb els barris de Vallcarca i el Coll.
El 1962 es va inaugurar el monument Barcelona a l'Argentina, davant dels jardins Manuel Blancafort, obra que va realitzar el 1960 l'escultor Josep Viladomat, amb motiu del 150è aniversari de la independència de la República Argentina. L'escultura és un bust de bronze del general San Martín.

## Veïns
En aquest avinguda hi van viure:
- Francis Picabia, pintor, al número 28.[5]
- Albert Ràfols-Casamada i Maria Girona, matrimoni de pintors. al número 54.[6][7]
- Carles Riba i Clementina Arderiu, matrimoni de poetes, al número 165.[8]
- Joan Perucho, novelista, al número 248.[9]
- Joan Barbarà, gravador.[3]
- Alfons Carles Comín i Ros, enginyer, publicista i polític català al qual se li dedicà la plaça on acaba l'avinguda.[10]

## Edificis destacats
| Nº    | Edifici                          | Any  | Descripció | Imatge |
| ----- | -------------------------------- | ---- | --- | ------ |
| 1     | Església dels Josepets de Gràcia | 1658 | Projectada per fra Josep de la Concepció, anomenat el Tracista. |        |
| 6     | Casa Rosa Alemany                | 1928 | Projectada per Josep Puig i Cadafalch, atribuïda també a Lluís Planas, és un edifici d'habitatges, de planta baixa i sis plantes pis d'estil noucentista. A sobre del portal hi ha una estàtua de Diana caçadora. |        |
| 16    | Can Sert                         | 1911 | Masia protegida com a Bé Cultural d'Interès Local. actualment ocupada pel Refugi d'Obreres, residència geriàtrica per a senyores.                                                                                 |        |
| 28    | Casa Josep Dotras                | 1908 | Edifici d'habitatges modernista, obra de l'arquitecte Jaume Sanllehí i Molist. |        |
| 31    | Casa Salvador Andreu             | 1900 | Edifici modernista projectat per Adolf Ruiz Casamitjana (Barcelona, 1869-1937). |        |
| 46    | Casa Lluís Casali                | 1912 | Edifici historicista, obra de Jaume Torres Grau. |        |
| 82    | Casa Mercè Cortina               | 1907 | Edifici modernista, de l'arquitecte Aureo Bis Mas de Xaxars, declarat Béns amb elements d'interès. |        |
| 85-89 | Escola Súnion                    |      | Col·legi de les Serventes de Sant Josep, que el 2009 va ser ocupat per l'Escola Súnion. |        |
| 90    | Casa Eudald Obradors             | 1928 | Edifici noucentista, de l'arquitecte E. Mora Gasch, declarat Béns amb elements d'interès. |        |
| 92    | Casa Comas d’Argemir             | 1904 | Edifici modernista, obra de l'arquitecte Josep Vilaseca i Casanovas. |        |
|       | Viaducte de Vallcarca            | 1923 | Pont de formigó armat que uneix els barris del Putxet i Vallcarca. Obra dels arquitectes Lluís Homs i Eduard Ferrés.                                                                                              |        |
| 227   | Casa Miquel Sans Grau            | 1909 | Casa unifamiliar modernista, obra de Joan Bruguera i Roget. |        |
| 229   | Cases Francesc i Miquel Sans     | 1911 | Edificis residencials modernistes, obra de Joan Bruguera i Roget. |        |